# Michael Gazzaniga
Michael S. Gazzaniga (Los Angeles, 12 dicembre 1939) è uno psicologo e neuroscienziato statunitense, professore di psicologia all'Università della California, Santa Barbara, dove dirige il nuovo centro di SAGE per lo studio della mente.

## Biografia
Nipote di immigrati italiani arrivati nel New England, Michael Gazzaniga è uno dei più importanti neuroscienziati del mondo.
Nel 1961, Gazzaniga si laurea presso il Dartmouth College. Nel 1964, riceve il dottorato in psicobiologia dalla California Institute of Technology dove ha lavorato sotto la guida di Roger Sperry, con responsabilità di primaria importanza, per avviare la ricerca "split brain" dell'uomo. Con i suoi successivi lavori, si sono compiuti progressi importanti nella nostra comprensione della lateralizzazione funzionale del cervello e di come gli emisferi cerebrali comunicano l'uno con l'altro.
Ha pubblicato anche vari libri per un pubblico di non specialisti come The Social Brain, Mind Matters, e Nature's Mind, e recentemente The Cognitive Neurosciences III che riporta il lavoro di quasi 200 scienziati ed è considerato un testo di riferimento. Il suo libro The Ethical Brain è stato pubblicato nel giugno 2005.
Gazzaniga ha fondato i centri per le neuroscienze cognitive presso l'University of California e presso il Davis e il Dartmouth College. Partecipa alla rivista "Journal of Cognitive Neuroscience ", come capo redattore emerito. È stato membro del "The President's Council on Bioethics" (che suggeriva al presidente degli Stati Uniti problemi e soluzioni di natura bioetica), oltre a dirigere il "Law and Neuroscience Project", un progetto per studiare l'intersezione di diritto e neuroscienze.
I suoi studi sono stati usati da Stanisław Lem per la scrittura del romanzo Pokój na Ziemi (Pace nel mondo, 1984).